# Nepenthes adnata
Nepenthes adnata là một loài nắp ấm thuộc họ Nắp ấm. Đây là loài bản địa Tây Sumatra, nơi nó mọc ở độ cao 600-1200 mét trên mực nước biển
Nepenthes adnata lần đầu tiên được thu thập bởi Willem Meijer vào ngày 24 tháng 8 năm 1957. Một mẫu chuẩn đầu tiên, là Meijer 6941, được thu thập vào ngày đó gần Tjampo sông, phía đông của Payakumbuh, Taram, Tây Sumatra, ở độ cao 1000 m. Nó được gửi vào Cơ quan tiêu bản quốc gia của Hà Lan ở Leiden.
Loài được mô tả lần đầu tiên vào năm 1986 bởi Hotta Mitsuru và Rusjdi Tamin dựa trên các mẫu tác giả thu thập gần Harau ở Tây Sumatra. Tuy nhiên, mô tả là không hợp lệ vì nó không có một mô tả đặc trưng bằng tiếng Latin. Mô tả đặc trưng bằng tiếng Latin đã được cung cấp tám năm sau đó bởi Jan Schlauer. 